# 阿列省努瓦扬
阿列省努瓦扬（法語：Noyant-d'Allier，法語發音：[nwajɑ̃ dalje]），或純音譯作努瓦扬达列，是法国阿列省的一个市镇，位于该省中部，属于穆兰区。该市镇的总面积为21.05平方公里，2009年时的人口为627人。

## 人口
阿列省努瓦扬人口变化图示
| 数据来源：INSEE |